# Marici

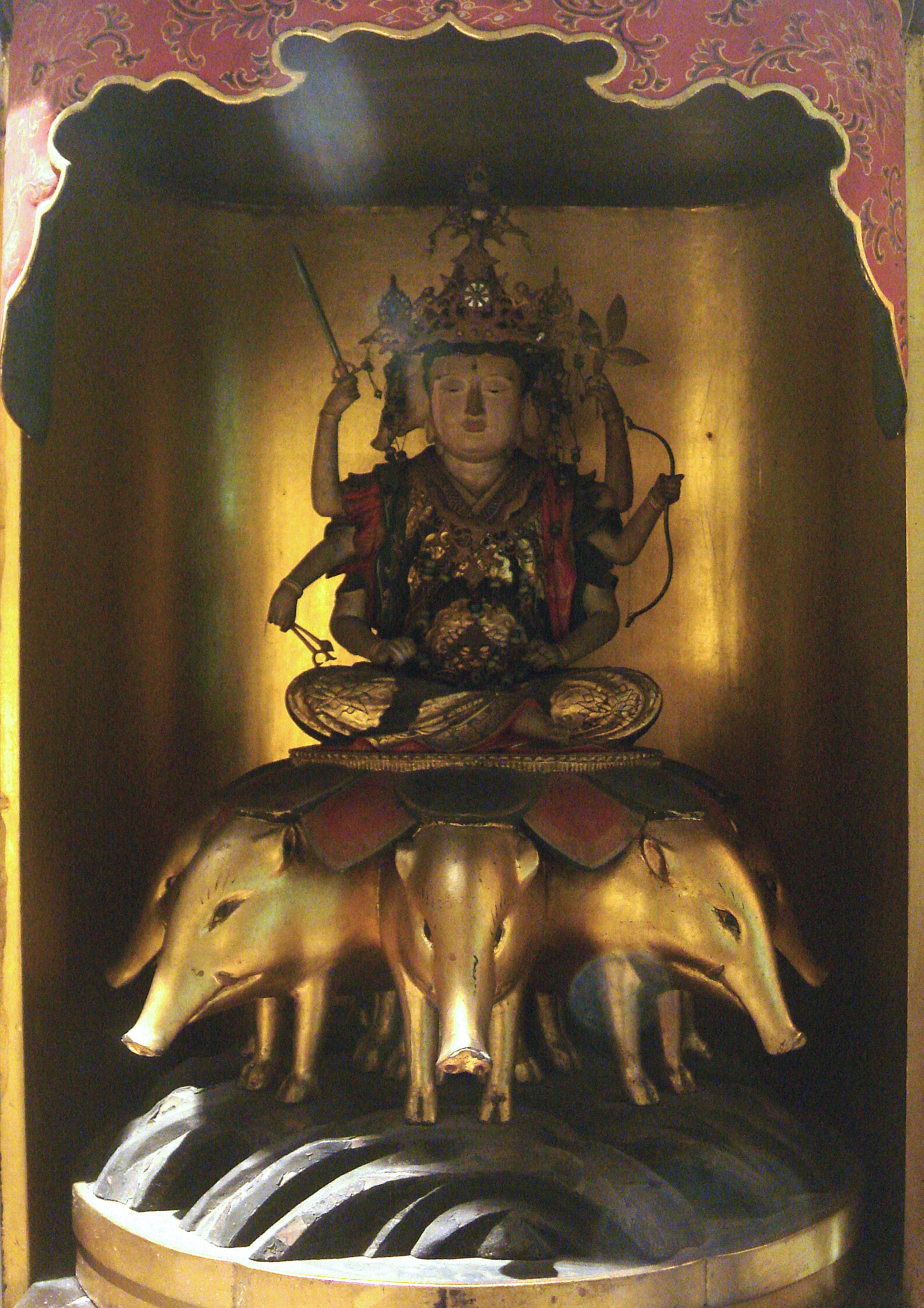
Marici

Mārīcī (sánscrito: मारीची, lit. 'rayo de luz'; chino: 摩利支天; pinyin: Mólìzhītiān; japonés: Marishiten) es una deva (deidad budista), así como un bodhisattva asociado con la luz y el Sol. Según la mitología budista, es la reina del Cielo y reside en una de las estrellas de la Osa Mayor.
Suele representarse con múltiples brazos, montada en un jabalí o una cerda que embiste, o en un carro de fuego tirado por siete caballos o siete jabalíes. Tiene una cabeza o entre tres y seis, y una de ellas tiene forma de jabalí. En algunas partes de Asia Oriental, en sus formas más feroces, puede llevar un collar de calaveras. En algunas representaciones, está sentada sobre un loto.